# Vaqarr
Vaqarr è una frazione del comune di Tirana in Albania (prefettura di Tirana).
Fino alla riforma amministrativa del 2015 era comune autonomo, dopo la riforma è stato accorpato, insieme agli ex-comuni di Baldushk, Bërzhitë, Dajt, Farkë, Kashar, Krrabë, Ndroq, Petrelë, Pezë, Shëngjergj, Zall Bastar, Zall Herr a costituire la municipalità di Tirana.

## Località
Il comune era formato dall'insieme delle seguenti località:
- Vaqarr
- Allgjate
- Arbane
- Bultice
- Damjan-Fortuz
- Gropaj
- Lalm
- Prush
- Vishaj
- Sharr